# Пресинг (музичка група)
Пресинг (енгл. Pressing) је српска музичка група из Београда.

## Историја
Група је настала крајем 1990. године. Састав је од тада до данас преживео многе персоналне промене и неколико вишегодишњих пауза у раду, али никада није званично престао да постоји. Оснивачи, предводници и једини оригинални чланови састава кроз све његове поставе су београдски уметник Зоран Радовић Киза и гитариста Владимир Марковић Крака. Група Пресинг је током година имала великих потешкоћа са дискографским кућама и Радовићевим здравственим стањем, што им је кочило каријеру.
Заједно са саставима Канда, Коџа и Небојша, Клајбери, Казна за уши, Дарквуд даб и Еуфорија, Пресинг је дефинисао НеоБео звук — аутохтони алтернативни гитарски стил у рок музици настао у Београду почетком 90-их. Радовићеви текстови високих поетских квалитета, певани у реп маниру, савршено су се уклопили са Марковићевим снажним, хармоничним и донекле дисонантним гитарским деоницама, стварајући аутентични београдски пост-рок звук.
Први албум Прича о тотему, духу који хода, псу и разочараној жени (Загреб, 1992) био је доминантно обојен панк-фанк/нојз призвуком. Због Радовићевих здравствених проблема, Пресинг паузира у раду четири године (1993—1997).
Године 1997, бас-гитариста Владислав Рац (Канда, Коџа и Небојша) и бубњар Миладин Радивојевић (Клајбери, Плејбој) придружују се Пресингу. Две године касније у овој постави је снимљен други албум, 600 небо, за који је амерички недељник Boston Phoenix написао да је један од пет најбољих европских албума у протеклој декади. Звук бенда на овом албуму еволуирао је ка хармоничнијим структурама соул, фри џез, алт-кантри па чак у извесној мери и краутрок предзнака.
Умерени успех албума 600 небо нажалост није донео Пресингу сигурнији аранжман са издавачем, а прелазак Пресингове ритам секције у Партибрејкерс као и Радовићево здравствено стање изазвали су нову, двогодишњу паузу у раду. Средином 2004. у групу долазе басиста Марко Грубачић Гега (Трење) и бубњар Дамјан Дашић (E-Play). У овој постави, Пресинг започиње маратонско, годину и по дуго снимање албума Занос без снова. Трећи албум објављен је за независног издавача Ammonite Records и донео је суптилније, софистициране тонове, уз аранжмане унапређене повећаним присуством гудача, флауте, три врсте саксофона, трубе, мандолине, синтисајзера, али притом Пресинг није одустао од свог карактеристичног снажног гитарског звука.
Чланови Пресинга баве се и другим уметничким формама — књижевношћу (Радовић је објавио збирку поезије Кључ и лав, а Марковић, под псеудонимом Владимир Краков, роман Краљ комараца) и ликовном уметношћу (Радовић је сликар, а Грубачић академски вајар). Чланови Пресинга имају и бројне споредне музичке пројекте (Трон, Стерео Икар, Торнадо птице, Радио Краков, Xanax и др.)

## Чланови

### Садашњи
- Зоран Радовић — вокал
- Душан Петровић [а] — бас-гитара
- Владимир Марковић [б] — гитара
- Ернест Џанановић [в] — бубањ

### Бивши
- Роман Горшек [г] — бас-гитара
- Миладин Радивојевић [д] — бубањ
- Дејан Утвар [ђ] — бубањ
- Владислав Рац [е] — бас-гитара
- Дамјан Дашић [ж] — бубањ
- Душан Здравковић — бас-гитара

## Дискографија

### Албуми
- Пресинг [з] (Слушај најгласније!, 1992)
- 600 небо [и] (Сквер, 2002)
- Занос без снова (Ammonite Records, 2006)
- Неурокрем (Ammonite Records, 2014)
- Повратак у крнтију (2021)

### Компилације групе
- Скривена планета — Најбоље од Пресинга (Ammonite Records, 2014)

### Учешћа на компилацијама са разним извођачима
- Желим јахати до екстазе [ј] (Нова Александрија/Слушај најгласније!, 1991)
  - песме Мачо и Обоје
- Radio Utopia (B92: 1989-1994) (Б92, 1994)
  - песма Мамутска брда
- 3 [к] (Red Luna Records, 1995)
  - песме Мачо, Улицом Сезаме, Све звезде и Шурикени
- Три палме за две битанге и рибицу (музика из филма) (Фави, 1998)
  - песма Мачо

## Књиге
- У возу за Дизниленд — текстови песама Зорана Кизе Радовића, Дејана Вучетића Вуче, Дејана Ћировића Ћире и кратке приче Владимира Марковића Краке (СКЦ, Београд 1995)
- Зоран Радовић — збирка поезије Кључ и лав и соло албум Стерео Икар (Одличан хрчак, Београд, 2005)
- Владимир Краков — роман Краљ комараца (Ammonite, Београд, 2006)